# 후드 (수라)
후드라는 수라는 11번째 수라로, 메카에서 그 내용이 계시됐으며 총 123구절로 이뤄져있다.
인간의 오만불손함을 하나님이 참고 있다고 그 장은 설명한다.
이 장의 25절에서 49절은 노아의 방주 때를 배경으로 한 내용이 있다.
그 절은 백성들은 노아가 전달한 신의 메시지를 무시하며 비웃고 조롱해서 멸망당했지만 노아는 신의 메시지를 믿고 방주를 만들어 재앙에서 구제받고 축복받았다는 이야기이다.
| 이 전 유누스 (수라) | 수라 11 (아랍어 원문) | 다 음 유수프 (수라) |
| 1 2 3 4 5 6 7 8 9 10 11 12 13 14 15 16 17 18 19 20 21 22 23 24 25 26 27 28 29 30 31 32 33 34 35 36 37 38 39 40 41 42 43 44 45 46 47 48 49 50 51 52 53 54 55 56 57 58 59 60 61 62 63 64 65 66 67 68 69 70 71 72 73 74 75 76 77 78 79 80 81 82 83 84 85 86 87 88 89 90 91 92 93 94 95 96 97 98 99 100 101 102 103 104 105 106 107 108 109 110 111 112 113 114 |                       |                     |